# 周春桃
周春桃，清末谢家福虚构的北宋徽宗妃嬪。

## 生平
周春桃被宋徽宗授为才人之位。靖康之变後，周春桃被金朝俘虏，金軍兵士对妇女多施强暴。押送到北方途中，金军强暴怀孕的小王婕妤和婉容閻宝瑟、新王婕妤、才人狄金奴、才人邵元奴等人，到达五国城後，周春桃被归还给昏德公（徽宗）。翌年（金太宗天会六年）春，周春桃生产。